# Ranunculus kauffmanii
Ranunculus kauffmanii är en ranunkelväxtart som beskrevs av Philippe Clerc. Ranunculus kauffmanii ingår i släktet ranunkler, och familjen ranunkelväxter. Inga underarter finns listade i Catalogue of Life.